# Lacul Buduri
Lacul Buduri (în ucraineană Будури) este un liman sărat format pe malul Mării Negre, în sudul Basarabiei. Suprafața lacului se află pe teritoriul Raionului Tatarbunar, la nord de Lacul Șagani. 
Bazinul lacului este de formă alungită. Lacul se află pe malul nordic al Limanului Șagani, fiind separat de acesta printr-o barieră îngustă de nisip în care s-a tăiat un canal. Pe malul nordic se află satul Buduri.
Lacul Buduri face parte din Parcul Natural Național "Limanele Tuzlei". 